# Timbiquí
Timbiqui é um município da Colômbia, localizado no departamento de Cauca.